# Insurgência comunista em Sarauaque
Insurgência comunista em Sarauaque (Sarawak) ocorreu na Malásia entre 1962 a 1990, e envolveu o Partido Comunista do Calimantã do Norte (PCKN) e o governo malaio. Foi uma das duas insurgências comunistas que desafiaram a ex-colônia britânica da Malásia durante a Guerra Fria. Tal como aconteceu anteriormente com a Emergência Malaia (1948-1960), os insurgentes comunistas de Sarauaque eram predominantemente de etnia chinesa, que se opunham ao domínio britânico sobre Sarauaque e mais tarde se opuseram à fusão do estado na recém-criada Federação da Malásia.  A insurgência comunista em Sarauaque foi desencadeada pela Revolta de Brunei de 1962, que foi instigada pelos esquerdistas do Partido Popular de Brunei em oposição a proposta de formação da Malásia. 
Os insurgentes comunistas de Sarauaque também seriam apoiados pela Indonésia até 1965, quando o presidente pró-ocidental Suharto assumiu o poder e terminou o confronto com a Malásia. Durante esse período, foram criadas duas principais formações militares do Partido Comunista de Calimantã do Norte: a Força de Guerrilha Popular de Sarauaque ou Pasukan Gerilya Rakyat Sarawak (PGRS) e o Exército Popular de Calimantã do Norte ou Pasukan Rakyat Kalimantan Utara (PARAKU). Após o fim do confronto, as forças militares indonésias iriam cooperar com os malaios em operações de contra-insurgência contra seus antigos aliados. 
O Partido Comunista de Calimantã do Norte foi formalmente criado em março de 1970 através da fusão de diversos grupos comunistas e esquerdistas em Sarauaque incluindo a Liga de Libertação de Sarauaque (LLS), a Associação Avançada dos Jovens de Sarauaque e Exército Popular do Calimantã do Norte.   Em resposta à insurgência comunista em Sarauaque, o governo federal malaio criou várias "áreas controladas" ao longo da estrada Kuching-Serian pela Primeira e Terceira Divisões de Sarauaque em 1965. Além disso, o ministro-chefe de Sarauaque Abdul Rahman Ya'kub também conseguiu convencer muitos dos insurgentes do PCKN a entrar em negociações de paz e depor as armas entre 1973 e 1974. Na sequência das conversações de paz bem sucedidas entre o governo malaio e o Partido Comunista da Malásia em 1989, os insurgentes remanescentes assinaram um acordo de paz em 17 de outubro de 1990, que acabou formalmente com a insurgência.